# Clinton, Montana
Clinton är en ort i Missoula County i delstaten Montana, USA.